# 元川悦子
元川 悦子（もとかわ えつこ、1967年7月14日 - ）は、日本のスポーツライターおよびジャーナリスト。長野県松本市出身。フリーランス。

## 経歴・人物
長野県松本深志高等学校、千葉大学法経学部卒業後、日本海事新聞、日刊アスカを経て、1994年からフリーとなる。日本代表に関しては特に精力的な取材を行っており、アウェー戦も全て現地取材している。ワールドカップは1994年アメリカ大会から2014年ブラジル大会まで6大会連続で現地へ赴いている。
Jリーグに関しての取材記事も数多く寄稿しており、特に同郷の松本市を本拠地とするプロサッカークラブ「松本山雅FC」を支援している。

## 著書
- 「飛ぶ夢を見た。―長野パラリンピックに挑む者たちの記録光進社」（1998年、光進社）(共著)
- 「ゴールネットを揺らせ―1998FRANCE WORLD CUP 世界に挑む新世代日本代表5人の熱き闘い」（1998年、光進社）(共著)
- 「U−22フィリップトルシエとプラチナエイジの419日」（2000年、小学館）
- 「蹴音」（主婦の友社）
- 「初めてでも楽しめる欧州サッカーの旅 (生活人新書)」（2006年、日本放送出版協会）
- 「黄金世代―99年ワールドユース準優勝と日本サッカーの10年」（2009年、スキージャーナル）
- 「『いじらない』育て方　親とコーチが語る遠藤保仁」（2010年、日本放送出版協会）
- 「高校サッカー監督術 育てる・動かす・勝利する」（2011年、カンゼン）
- 「僕らがサッカーボーイズだった頃」（2012年、カンゼン刊）
- 「全国制覇12回より大切な清商サッカー部の教え」（2013年、ぱる出版）
- 「日本初の韓国代表フィジカルコーチ　池田誠剛の生きざま　日本人として韓国代表で戦う理由 」（2013年、カンゼン）
- 「僕らがサッカーボーイズだった頃2 プロサッカー選手のジュニア時代」（2014年、カンゼン）
- 「ザックジャパンの軌跡 蒼き戦士たちの躍進とブラジルでの敗北、そして未来」（2014年、カンゼン）
- 「勝利の街に響け凱歌 松本山雅という奇跡のクラブ」（2015年、汐文社）
- 「僕らがサッカーボーイズだった頃3 日本代表への道」（2016年、カンゼン）
- 「古沼貞雄 情熱―全国制覇9度帝京サッカーの真実」（2016年、学習研究社）
- 「僕らがサッカーボーイズだった頃4 夢への挑戦」（2018年、カンゼン）

## 連載
- goal.com「元川悦子の一蹴入魂」（2013年～）[5]